# Rodrigo Ponce de León (1443-1492)

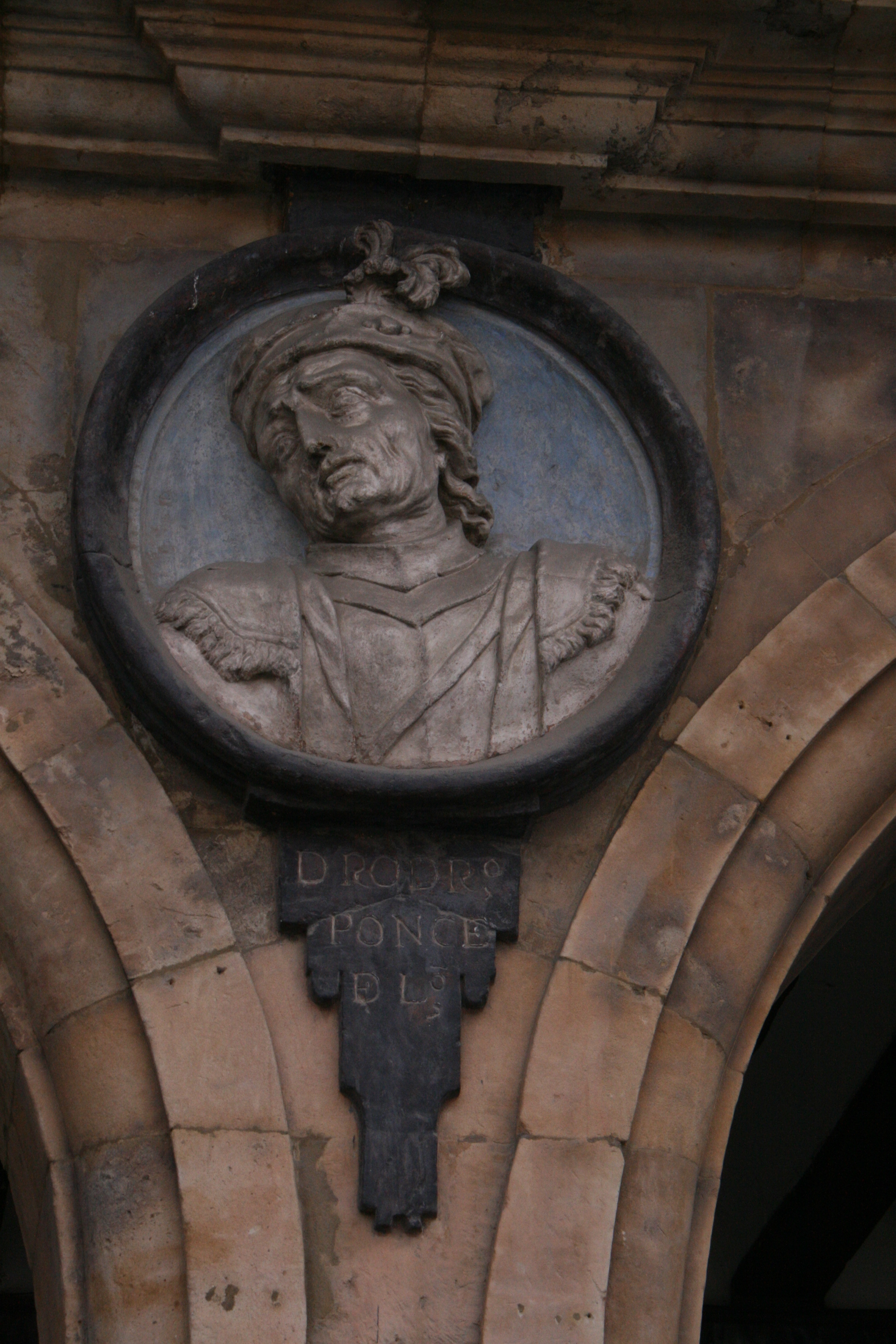
Medallón de Rodrigo Ponce en el Pabellón de San Martín de la Plaza Mayor de Salamanca.

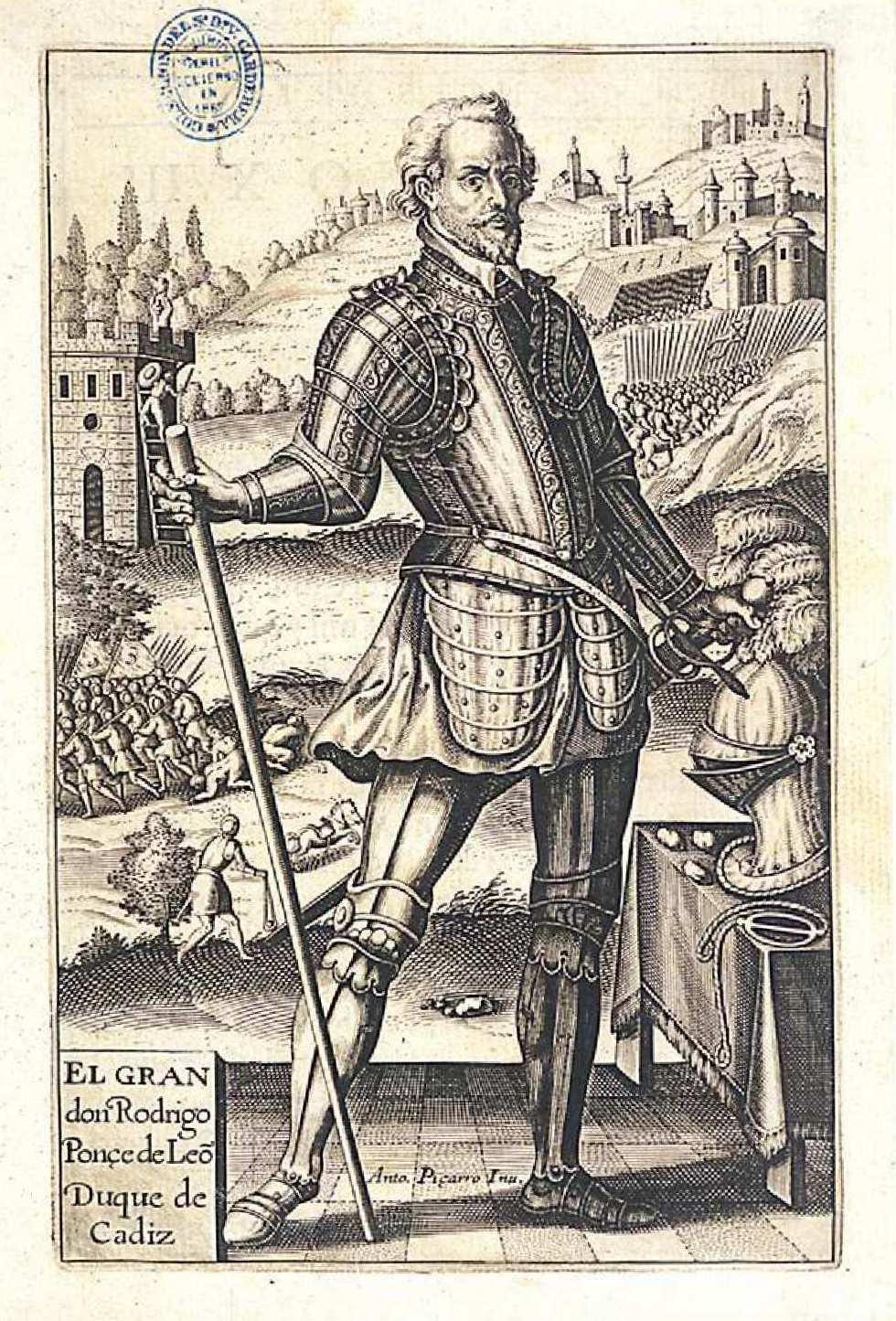
«El gran Don Rodrigo Ponce de León, duque de Cádiz», firmado Anto. Piçarro inv. Ilustración de Crónica de la excelentissima casa de los Ponces de León, de Pedro Salazar de Mendoza, Toledo, 1620. Biblioteca Nacional de España.

Rodrigo Ponce de León (Mairena del Alcor, 1443-Sevilla, 27/28 de agosto de 1492) fue un noble y militar castellano, X señor de Marchena, III conde de Arcos, II y último marqués de Cádiz, I duque de Cádiz en 1484 y I marqués de Zahara. Fue uno de los principales capitanes de los Reyes Católicos en la guerra de Granada.

## Vida
Segundo hijo de Juan Ponce de León y Ayala, II conde de Arcos y I marqués de Cádiz, y Leonor Núñez, comenzó pronto su carrera militar siguiendo a su padre y apoyando a Enrique IV de Castilla contra quien se había rebelado la nobleza. Por las acciones en el cerco de Cádiz, el rey nombra marqués de Cádiz a Juan Ponce de León, aunque el título lo llevará su hijo incluso antes de la muerte del padre. Tras esta, Rodrigo continuará apoyando a su soberano contra Enrique de Guzmán, II duque de Medina Sidonia.
En 1462 dirigió la hueste condal en la batalla del Madroño, cerca de Teba. Desde ese momento, convertido ya en heredero del ducado por la muerte de su hermano Pedro en 1457, se convierte en mano derecha de su padre y gana fama de buen guerrero. 
Cuatro años más tarde, en 1466, será el encargado real de aplacar las revueltas enriquistas en la ciudad de Cádiz, aplastando la sublevación de los Saavedra y los Estopiñán y tomando la ciudad de Cádiz para la corona, aunque finalmente decidirá tomar posesión de la villa que pasará a formar parte del señorío de los Ponce de León, titulándose marqués de Cádiz. La intervención de los Ponce se vio facilitada también por los poderes que el conde de Arcos y el duque de Medina Sidonia habían recibido en agosto de 1465 para garantizar la obediencia del Reino de Sevilla al rey Alfonso (XII), los cuales los constituían en auténticos virreyes, aprovechando el vacío de poder en el reino tras la «Farsa de Ávila».
A la muerte de Enrique IV, apoya a la hija de este Juana contra Isabel, siguiendo a su suegro Juan Pacheco, I marqués de Villena con cuya hija Beatriz había casado en 1471. Sin embargo, acabada la contienda se presenta ante la nueva Reina y esta le perdona y le confirma todos sus títulos y privilegios. Sería al servicio de Isabel donde iba Rodrigo a encontrar mayor gloria.
Fue el capitán más destacado en la toma de Alhama de Granada (1482), que luego fue cercado por los moros, siendo posteriormente rescatado por su antiguo enemigo el duque de Medina Sidonia. Asegurada la localidad de Alhama de Granada para el bando castellano tras la conquista por el marqués de Cádiz, Rodrigo se entrevistó con Fernando el Católico en Antequera, donde fue convencido por el maestre de Santiago, Alonso de Cárdenas.
Se organiza un poderoso ejército en Antequera con la flor y nata de las fuerzas militares de Andalucía, donde figuraban como capitanes, además del marqués de Cádiz, Alonso Aguilar, Pedro Enriques y el Maestre de Santiago, con la intención de talar La Ajarquía de Málaga, a lo que, en un principio, puso objeciones el marqués. En lo que se conoce como Batalla o Rota de la Ajarquía, un poderoso contingente cristiano formado por tres mil soldados a caballo y mil a pie fue estrepitosamente derrotado en esta comarca por los moros, a los que acudió a ayudar el célebre El Zagal. El marqués de Cádiz logró sobrevivir huyendo por las lomas y ventisqueros. Según Hernando del Pulgar, profirió estas palabras: «No vuelvo las espaldas por cierto a estos moros, pero huyo, señor, de tu ira, que se ha mostrado hoy contra nosotros por nuestros pecados, que te ha placido castigar con las manos de estas gentes infieles». En esta campaña pierde Rodrigo a tres de sus hermanos y a dos sobrinos, pero en la batalla de Lucena (1483) consiguen capturar al rey de Granada Boabdil.
Fue uno de los que aconsejaron a los Reyes Católicos que dejaran libre al rey de Granada y le devolvieran su trono para que continuara la guerra civil contra su padre Muley Hacén y su tío el Zagal. Cuando estos dos últimos se unen contra Boabdil, Rodrigo les ataca sin descanso hasta conseguir la huida del Zagal, el más bravo y peligroso de todos los emires de Granada. 
En 1487, el rey Fernando le encarga de la toma de Málaga, lo que consigue tras un largo asedio.
Nuevamente fue protagonista en el cerco de Granada distinguiéndose en la batalla de Zuabia y la de la Reina. Y estuvo presente en la rendición de la ciudad y la entrega de la misma de Boabdil a los reyes católicos. Al fallecer era poseedor de una inmensa fortuna y gran cantidad de tierras. Otorgó testamento el 15 de agosto de 1492 en el que dejaba por heredero del mayorazgo a su nieto, Rodrigo y a su esposa Beatriz Pacheco le encomendó la administración del mayorazgo.

## Matrimonios y descendencia
Contrajo un primer matrimonio, que posteriormente fue anulado, con Beatriz de Marmolejo, señora de Torrijos, hija de Pedro Fernández Marmolejo y de María de Mendoza.  Después, se casó en segundas nupcias con Beatriz Pacheco, hija de Juan Pacheco, I marqués de Villena, y de María Portocarrero.  No tuvo descendencia de ninguno de sus matrimonios.  
Con Inés de la Fuente, soltera, hija de Ruy Jiménez Becerril y Juana Fernández de la Fuente, tuvo descendencia que fue legitimada.  Las hijas fruto de esta relación nacieron antes de su matrimonio con Beatriz Pacheco.
- Francisca Ponce de León y de la Fuente, esposa de Luis Ponce de León y Figueroa,[10] padres de Rodrigo Ponce de León, heredero del mayorazgo fundado por su abuelo.[1]
- María Ponce de León y de la Fuente, casada con Rodrigo Messía Carrillo, VIII señor de La Guardia, de Santa Eufemia y de El Guijo. Fueron los abuelos del I marqués de la Guardia.[10]
- Leonor Ponce de León y de la Fuente, esposa de Francisco Enríquez de Ribera, conde de los Molares, señor de Tarifa, de Alcalá de los Gazules y de Cañete.  Leonor falleció en 1508 sin descendencia y su hermana Francisca heredó sus bienes.[9]

## Huellas en las artes y la literatura
El poeta Juan de Padilla, el Cartujano, compuso un gran poema sobre las hazañas de este popular héroe, El laberinto del marqués de Cádiz Rodrigo Ponce de León, impreso en Sevilla, 1493.